# 모리스 아미
모리스 테오도르 아도프 아미(Maurice Théodore Adophe Hamy, 1861년 10월 31일 ~ 1936년 4월 9일)는 프랑스의 천문학자이다. 천체역학, 광학 기술의 개발 분야에 종사했다. 그는 간섭법에 따른 천체 직경 측정 등을 실시했다.
1908년에 프랑스 과학 학회 회원이 되어, 피에르 장센의 뒤를 이어 회원으로 가입한 해부터 과학 학회의 회장을 맡았다. 경도국(Bureau des longitudes)의 회원으로도 일했다. 그는 광학 연구소(l'Institut d'optique)와 고등 광학 학교(l'École supérieure d'optique)의 설립자들 중 한 명이기도 하다.